# Trance
Trance (česky trans) je žánr elektronické taneční hudby, který se začal vyvíjet počátkem/polovinou 90. let 20. století. Domovem mu je Nizozemsko, odkud se v průběhu let šířil dál do Evropy (zejména Německa) a světa (hlavně USA).
Trance bývá popisován jako melodický styl s více či méně volnou formou vycházející z kombinace techna a housu, ale také chill-outu, klasické hudby, tech housu, ambientu a filmové hudby. Nehledě na jeho přesný původ je trance považován za pokrok v oblasti postmoderní taneční hudby. Opakující se základní motiv se během skladby zároveň rozvíjí ve mnohovrstevnatou melodii. Vzniklá hudba pak silně závisí na kompozici, která musí udržet vše přirozené a zároveň bezmyšlenkovitě se neopakující. Bicí mohou být rázné, ale není jim kladena taková důležitost, jako např. u drum'n'bassu nebo techna.
S šířením tohoto druhu hudby došlo i k jeho diferenciaci a vzniku subžánrů, například Uplifting Trance, který obsahuje často melancholické či euforické melodie (interpreti: Armin van Buuren, Aly & Fila, či např. Solarstone) [zdroj?], Progressive Trance, který se melodičností a snivostí blíží k Dreamu (např. Lolo, Arnej, Kirsty Hawkshaw), Goa Trance, Tech-Trance, jehož atmosféra se mnohdy přibližuje k žánru Techno (Yoji, Randy Katana, Greg Nash, Bryan Kearney), Acid Trance (Kai Tracid) a mnoho dalších směrů.

## Tvůrci a současnost
Mezi nejznámější trancové skladatele a protagonisty patří například nizozemský Armin van Buuren, Tiësto (zhruba od roku 2008 se začal věnovat housové produkci, trance hraje převážně pod pseudonymem Allure), Markus Schulz, Solarstone, Dash Berlin, Cosmic Gate, Simon Patterson, Andrew Rayel, Aly & Fila, Australanka Emma Hewitt, němečtí Paul van Dyk a ATB, a spousta dalších.
V těchto zemích se tomuto hudebnímu stylu také nejvíc daří a pořádají se masové akce jako Trance Energy, Sensation White (převážně již House), a poslední dobou začínají samotní DJové dělat své vlastní velké akce jako např. Armin Only, A State of Trance nebo Full on Ferry, Masquerade v podání Ferryho Corstena. S tímto nápadem přišel zmiňovaný Tiësto v roce 2003.
V České republice po několika letech začíná scéna opět ožívat a vznikly akce jako zatím největší Transmission, Trancefusion, brněnský Cybertronic apod. Českou republiku už také navštívili například Tiesto, Armin van Buuren, Ferry Corsten, Paul van Dyk, Markus Schulz, Solarstone, ATB, Emma Hewitt a další.
Zástupci tohoto žánru v ČR jsou hudebníci jako například Spark7, JKL, Ronny K., I5land, BluEye, tranzLift, Thomas Coastline, Dusk, Sandeagle, John Waver, Joe Cormack, DJ Transcave a také DJové Michael Burian, LayDee Jane, Michael C, Popper-C nebo Martin Gredner, kteří se však později se změnou trendů v taneční hudbě více či méně přeorientovali na house. Ze slovenských trance DJ's například Robert Burian, SHato, Mathias Moor, Kamil Polner, Milan Lieskovský, Eddie Sender, Nifra, Miroslav Vrlik, Pizz@dox, Jaccob, Unbeat, ReOrder.

## Trance jako slovo
Slovo trance má původ v angličtině, není jednoduché jej přeložit, ne-li nemožné. Ani mnoho vyznavačů tohoto stylu přesně neví, proč má žánr zrovna takový název, nicméně v původním jazyce má význam něco jako extáze, bezvědomí (být v "transu").